# Seokbo-myeon
Seokbo-myeon (koreanska: 석보면) är en socken i kommunen Yeongyang-gun i provinsen Norra Gyeongsang i den östra delen av
Sydkorea, 230 km sydost om huvudstaden Seoul.